# 格林科夫斯普林斯
格林科夫斯普林斯（英語：Green Cove Springs）是美国佛罗里达州克萊縣下属的一座城市。建立于1874年。面积约为24.5平方公里（约合9.4平方英里）。根据2010年美国人口普查，该市有人口6,908人。论人口在本州排行第186。